# Arwa bint Kurayz
arabe : أأروى بنت كريز
Arwa bint Kurayz (arabe : أروى بنت كريز) est née à La Mecque, dans le Hejaz, en Arabie. Elle est la mère de Othmân ibn Affân (qui deviendra le 3e calife de l'islam).

## Parents
La mère d'Arwa (Umm Hakim bint Abdul Muttalib) (arabe : البيضاء بنت عبد المطلب), a eu pour ancêtre Hachim ibn Abd Manaf, dont le nom propre est 'Amr, de la tribu des Quraychites, et qui se trouve être l'arrière-grand-père de Mahomet en ligne paternelle.
Avec ses quatre sœurs ibn Rabi'ah, ibn Habib Abd Shams, ibn Abd Manaf[réf. nécessaire], Arwa bint Kurayz appartenait au clan Banu Abd-Shams (arabe : بنو عبد شمس), un sous-clan des Quraysh, dont Uthman ibn Affan , fut proche du prophète islamique Mahomet, troisième des Califes bien guidés ( Rashidun)[pas clair].

## Enfants
Arwa bint Kurayz épousa Affan ibn Abi al-'As des Banu Abd-Shams. Le couple, issu des deux clans riches de la tribu des Quraych de La Mecque, eut deux enfants, Uthman et Amina. La mère d'Othman était une cousine germaine de Mahomet, lequel était donc un oncle ou cousin au 5e degré d'Othman et de sa sœur Amina.
Après la mort d'Affan, Arwa épousa Uqba ibn Abi Mu'ayt (arabe : عقبة بن أبي معيط (ʿUqbah ibn ʾAbī Muʿayṭ)) (mort en 624) à qui elle donna six enfants : al-Walid, 'Ammara, Khalid, Umm Kulthum, qui fut la première femme à quitter la Mecque pour rejoindre Mahomet à Médine, Umm Hakim et Hind,.

## Biographie
Arwa bint Kurayz s'est convertie à l'islam et a émigré à Médine après sa fille, Umm Kulthum bint Uqba . Elle a prêté allégeance à Mahomet et est restée à Médine jusqu'à sa mort pendant le califat de son fils, Othmân ibn Affân ral-Kabir, (C.F:ibn Sa'd, Muhammad(1995). Kitab at-Tabaqat al-Kabir[Le livre des classes majeures]. VIII Les femmes de Médine. Traduit par Bewley, Aisha. Londres : Éditions Ta-Ha.  (ISBN 978-1-897940-24-2). Ibn Sa'd)
Selon la tradition musulmane, Othmân ibn Affân aurait été assassiné à Médine le 17 juin 656 dans sa maison, après avoir été assiégé durant 40 jours par un groupe d'insurgés venus de Bassora, de Koufa et d'Égypte, et ceci pendant le mois du pèlerinage à La Mecque. Il reçut neuf coups de poignard d'un certain ʿAmr ibn al-Hamiq, et sa femme Nayla a eu les doigts tranchés en voulant s'interposer. Othmân, aurait dit avant son assassinat : « Hier, j'ai vu Mahomet en rêve ainsi qu'Abou Bakr et Omar qui m'ont dit : Patiente, car tu déjeuneras auprès de nous la nuit prochaine. ».
La population médinoise resta perplexe, car elle ne s'imaginait pas que l'incident irait si loin. La période qui suivit ces événements est appelée al-fitna al-kubrâ (le grand désordre)[pertinence contestée].

## Sa mort
Arwa bint Kurayz a vécu à Médine jusqu'à sa mort, durant le califat de son fils Uthman bin Affan. L'historien Muhammad bin Omar rapporte les propos d’Ishaq bin Yahya attestant que  la famille de la défunte a vu  « Othman bin Affan porter le catafalque de sa mère, de sa maison de Ghatish jusqu'au lieu d'inhumation, en priant pour elle ».